# A Stranger from Somewhere
A Stranger from Somewhere è un film muto del 1916 diretto da William Worthington. Prodotto e distribuito dalla Bluebird Photoplays, aveva come interpreti Franklyn Farnum (qui impegnato in un doppio ruolo), Agnes Vernon, Barney Furey, Claire McDowell.
La sceneggiatura si deve a F. McGrew Willis e Walter Woods che vennero accreditati sotto lo pseudonimo Willis Woods.

## Trama
Uomo del West, Sam Brockton vende il ranch per trasferirsi in città ma resta deluso dalla vita cittadina, per nulla paragonabile per lui a quella di frontiera. Cambia idea però nel momento in cui incontra Agnes Darling, una giovane ereditiera. I due si innamorano ma la loro relazione viene messa in crisi da tale "Dippy" Lewis, un truffatore che assomiglia in modo incredibile a Sam. Dippy pensa di sfruttare a suo vantaggio quella strana somiglianza e, riuscendo a farsi passare per Sam, comincia a frequentare la ricca Agnes. Quest'ultima, però, comincia a nutrire seri dubbi su Sam e sul suo passato da cowboy, vedendo che questi (o, almeno quello che lei ritiene Sam) sa montare a malapena un cavallo. I suoi dubbi poi aumentano quando sente una conversazione tra Sam (quello vero) e un gruppo di malviventi che, avendolo scambiato per l'altro, confidano allo sconcertato cowboy come vogliano spartire con lui il frutto di una rapina. Alla fine, i due sosia verranno alle mani e Sam, uscito vincitore dallo scontro, potrà finalmente spiegare l'arcano.

## Produzione
Il film fu prodotto dalla Bluebird Photoplays (Universal Film Manufacturing Company) con il titolo di lavorazione In Love.

## Distribuzione
Il copyright del film, richiesto dalla Bluebird Photoplays, Inc., fu registrato il 30 ottobre 1916 con il numero LP9430.

Distribuito dalla Bluebird Photoplays (Universal Film Manufacturing Company), il film uscì nelle sale statunitensi il 13 novembre 1916.

### Conservazione
Copia completa della pellicola si trova conservata negli archivi della Library of Congress di Washington.